# Ronald Naslund
Ronald Alan "Ron" Naslund, född 28 februari 1943 i Minneapolis i Minnesota, är en amerikansk före detta ishockeyspelare.
Naslund blev olympisk silvermedaljör i ishockey vid vinterspelen 1972 i Sapporo.